# 데우스 불트

데우스 불트(Deus vult, 교회 라틴어: '하나님의 뜻')는 신성한 섭리와 관련된 기독교의 모토이다. 이 노래는 1096년 제1차 십자군 동안 가톨릭 신자들이 집회의 외침으로 처음 불렀으며, 게스타 프랑코룸(Gesta Francorum, 약 1100년)과 히스토리아 벨리 사크리(Historia Belli Sacri, 약 1130년)에 의해 보고된 바와 같이 Deus le veult 또는 Deus lo vult 형식일 가능성이 높다.
현대에는 라틴어 모토가 문맥에 따라 다른 의미를 갖는다. 이는 청교도와 같은 역사상 기독교인에 의해 "하나님의 뜻"을 언급하는 은유로 사용되었거나, 예루살렘 성묘 기사단과 같은 기사도 명령의 모토로 사용되었다. 21세기에는 극우와 기독교 민족주의 운동이 이 모토를 캐치프레이즈로 채택했다. 중세 학자들은 이러한 사용이 해롭고 역사적으로 부정확하다고 비판했다.

## 의미와 변형
이 문구는 성경 사무엘하 14장 14절의 불가타역에서 또 다른 형태로 나타난다: nec vult Deus perire animam ("하나님께서는 어떤 영혼도 멸망하는 것을 원하지 않으신다").
고전 라틴어에서는 부정확한 Deus le volt 및 Deus lo vult 변형은 로망스어의 영향을 받은 형태이다. 하인리히 하겐마이어(Heinrich Hagenmeyer)에 따르면, 개인 대명사 'le'(또는 'lo')는 제1차 아말피 십자군 동안 외쳤던 원래 모토의 일부였을 가능성이 매우 높다. 게스타 프랑코룸과 히스토리아 벨리 사크리의 저자가 이를 보고했기 때문이다. 최신 변형에는 고대 프랑스어 Dieux el volt와 고전 라틴어 Deus id vult 또는 Deus hoc vult가 포함된다.

## 같이 보기
- 라틴어구 목록 (D)
- 인샬라
- 알라후 아크바르
- 천벌
- 옳은 전쟁론
- 근육적 기독교
- 하나님의 뜻

### 인용주
1. ↑  Manuscripts of Gesta Francorum variously have Deus le volt, Deus lo vult, as well as the "corrected" forms Deus hoc vult and Deus vult. Hagenmeyer (1890) cites Barth: "Barbaro-latina vulgi exclamatio vel et tessera est. Videri autem hinc potest, tum idiotismum Francicum propiorem adhuc fuisse latine matrici".

### 참조주
1. 1 2  Molloy, Michael (2017년 4월 6일). 《The Christian Experience: An Introduction to Christianity》 (영어). Bloomsbury Publishing. ISBN 978-1-4725-8285-0. In Europe, Christians were convinced that God wanted them to bring the whole region back into the originally Christian fold. Their motto was Deus vult (God wills it).
2. ↑  “Definition of Deus Vult”. 《Merriam-Webster》 (영어).
3. ↑  Agnew, John (2010). “Deus Vult: The Geopolitics of the Catholic Church”. 《Geopolitics》 15 (1): 39–61. doi:10.1080/14650040903420388. ISSN 1465-0045. S2CID 144793259.
4. ↑  Gomez, Adam (2012). “Deus Vult: John L. O'Sullivan, Manifest Destiny, and American Democratic Messianism”. 《American Political Thought》 1 (2): 236–262. doi:10.1086/667616. ISSN 2161-1580. S2CID 153831773.
5. ↑  Mahan, Alfred Thayer (1972). 〈Some Neglected Aspects of War〉.   Karsten, Peter; Hunt, Richard N. 《Unilateral Force in International Relations》. New York: Garland Publishing. 12쪽. ISBN 9780824003487. OCLC 409536.
6. ↑  Kim, Dorothy (2018년 11월 5일). “The Alt-Right and Medieval Religions”. Georgetown University Berkley Center for Religion, Peace, and World Affairs.
7. ↑  Ulaby, Neda. “Scholars Say White Supremacists Chanting 'Deus Vult' Got History Wrong”. 《All Things Considered》 (NPR). 2019년 7월 25일에 확인함.
8. ↑  Jacobs, Henry Eyster; Schmauk, Theodore Emanuel (1888). 《The Lutheran Church Review, Volumes 7–8》 (영어). Alumni Association of the Lutheran Theological Seminary. 266쪽.
9. ↑  Vulgate, Regum II, 14:14
10. ↑  Hagenmeyer, Heinrich (1890). 《Anonymi gesta Francorum et aliorum hierosolymitanorum》 (라틴어). C. Winter.
11. ↑  《Le Monde, histoire de tous les peuples ...》 (프랑스어). Imprimerie de Béthune et Plon. 1844. p. 327 (see bottom right note).
12. ↑  Mrs. William Busk, Mediaeval Popes, Emperors, Kings, and Crusaders, Or, Germany, Italy, and Palestine, from A.D. 1125 to A.D. 1268, Volume 1 (1854), 15, 396.